# إد أوكامبو
إد أوكامبو مواليد 05 أكتوبر 1938 في بامبانغا، الفلبين - الوفاة 29 يوليو 1992، كان مدرب كرة سلة فلبيني ولاعب. بدأ مسيرته الاحترافية في سنة 1957. حمل الرقم 33. بلغ طوله 5 قدم 7 بوصة (1.7 م). مثّل منتخب بلاده. شارك في دورة الألعاب الأولمبية الصيفية سنة 1960. حقق المركز الأول في بطولة أمم آسيا لكرة السلة 1960. اعتزل اللعب في 1974.

## سجل المنافسة
شارك في المنافسات التالية:
- الألعاب الأولمبية الصيفية 1960
- الألعاب الأولمبية الصيفية 1968
- الألعاب الأولمبية الصيفية 1972

## روابط خارجية
- إد أوكامبو على موقع الاتحاد الدولي لكرة السلة (الإنجليزية)
- إد أوكامبو على موقع سبورتس رفرنس (الإنجليزية)
- إد أوكامبو على موقع أوليمبيديا (الإنجليزية)